# スロバキアサッカー協会
スロバキアサッカー協会（スロバキアサッカーきょうかい、スロバキア語: Slovenský futbalový zväz, 英語: Slovak Football Association）は、スロバキアにおけるサッカーを統括する競技運営団体。略称はSFZ。国際サッカー連盟（FIFA）と欧州サッカー連盟（UEFA）に加盟している。